# Запрошення (фільм, 2022)
«Запрошення» — американський трилер жахів 2022 року режисера Джесіки М. Томпсон за сценарієм Блер Батлер . У головних ролях — Наталі Еммануель і Томас Доерті . Натхненний романом Брема Стокера «Дракула», фільм розповідає про жінку, яка після смерті матері знаходить давно втрачених родичів і відкриває темні таємниці, які вони приховують.
Під початковою назвою «Наречена» фільм було спродюсовано Емілем Гладстоном через його компанію Latchkey Productions. Спочатку до роботи над проектом були залучені Сем Реймі та Роберт Таперт з Ghost House Pictures, а сценарій написав Блер Батлер. Проте Реймі та Таперт залишили проект через конфлікти у розкладі. До 2020 року було оголошено режисерку, продюсера та нову назву фільму. Кастинг проходив з травня по жовтень 2021 року, а зйомки розпочалися у вересні в Будапешті.
«Запрошення» було випущено в кінотеатрах Сполучених Штатів 26 серпня 2022 року компанією Sony Pictures Releasing. Фільм отримав в цілому змішані, а в окремих випадках — негативні відгуки. Критики хвалили гру Наталі Еммануель, але критикували сюжет, сценарій та елементи жахів. Загальні касові збори фільму склали 38 мільйонів доларів при бюджеті в 10 мільйонів доларів.

## Сюжет
Молода жінка опиняється ув’язненою в кімнаті у великому величному будинку, який згодом виявляється абатством Нью-Карфакс. Вона втікає зі своєї кімнати і, незважаючи на благання пошукової групи, накладає на себе руки, повісившись на сходах.
У сучасному Нью-Йорку художниця Евелін «Еві» Джексон, яка намагається звести кінці з кінцями, працює фрілансером у ресторанному бізнесі разом зі своєю найкращою подругою Грейс. Після смерті матері Еві вирішує зробити аналіз ДНК і дізнається, що в Англії у неї є далекий двоюрідний брат на ім’я Олівер Александр. Вона зустрічається з Олівером, який розповідає їй про скандальну історію її прабабусі Еммалін, яка мала таємну дитину від чорношкірого лакея.
Олівер запрошує Еві на майбутнє сімейне весілля в Англії. Вона прибуває до Вітбі в абатство Нью-Карфакс, де зустрічає володаря маєтку Волтера Де Вілья, місіс Свіфт, давню служницю маєтку, і відданого дворецького Де Вілья, « Містера Філда ». Еві також знайомиться з рештою родини Олександра та фрейлінами, доброзичливою Люсі та поблажливою Вікторією.
Під час перебування Еві та Волтер відчувають взаємний потяг. Тим часом у маєтку кілька служниць під керівництвом містера Філда зникають після нападу невидимої сили. Однієї ночі Еві бачить у своїй спальні привида. Наступного дня вона проникає до кабінету Волтера і дізнається, що він досліджував її минуле ще до її приїзду. Еві стикається з Волтером і погрожує покинути маєток, але згодом вони миряться і проводять ніч разом.
Сім'я влаштовує репетиційну вечерю, на якій Еві очікує нарешті зустріти нареченого і наречену. Однак замість цього Волтер оголошує, що вони з Еві збираються одружитися. Під час заходу містер Філд перерізає горло одній із служниць і подає її кров у келихах як "вино" Волтеру, Люсі та Вікторії, які виявляються вампірами. Волтер пояснює, що предки Еві, родина Олександрів, належать до трьох сімей, які протягом століть приносили в жертву одну зі своїх жінок, змушуючи її стати дружиною Волтера в обмін на його захист і багатство.
Вікторія, Люсі та Еммалін стали його дружинами, але Еммалін покінчила з собою, охоплена почуттям провини за вбивства людей та через втрату свого коханого — прадіда Еві, а також їхнього маленького сина. Після цього родині Олександрів було важко знайти нову жінку для жертви, поки вони не дізналися про існування Еві.
Еві ув’язнюють у підвалі, де її навідують Люсі та Вікторія. Вікторія зізнається, що саме вона була привидом, якого бачила Еві, і розкриває, що служниця Ді, яка зникла кілька днів тому, досі перебуває в ув’язненні. Вікторія зачиняє Еві в труні, але її звільняє місіс Свіфт — колишня подруга Еммалін, яка вирішила допомогти Еві.
Еві ховається в сараї, де знаходить тіла покоївок і тіло місіс Свіфт, яку вбив містер Філд. Втікаючи, вона дістається до міста і звертається по допомогу до літньої пари. Однак вони виявляються Джонатаном і Міною Гаркерами, слугами Де Вілья. Пара присипляє Еві. Вона прокидається і бачить перед собою Де Вілья, який харчується кров’ю Імоджен, ще однієї служниці. Де Віль розкриває свою справжню сутність — він і є сам граф Дракула.
Еві змушена вийти заміж за Де Вілья, а Ді прив'язують біля вівтаря як жертву. Коли вони закінчують обмінюватися обітницями, Еві кусає Де Вілья за руку, поглинає його кров і миттєво перетворюється на вампіра. Вона підпалює весільну каплицю, завдає йому удару в серце, що швидко його старить, і тікає разом із Ді. Вікторія влаштовує засідку на Еві, перш ніж втручається Люсі. Два вампіри вступають у бій, доки Люсі не насаджує Вікторію та себе на спис, перетворюючи їх обох на попіл. Після цього на Еві нападає містер Філд, але вона перемагає його й вбиває. Нарешті, на Еві нападає Де Віль, який хапає її за горло. Вона виривається, відрізає йому зап'ястя та ногою штовхає його у вогонь, убиваючи його. Через його смерть вона втрачає свої сили й повертається до людського вигляду. Еві тікає, залишаючи садибу, охоплену полум’ям.
Через два тижні в Лондоні Еві та Грейс вистежують Олівера, який намагається втекти після того, як підкупив поліцію. Дві жінки вирішують убити його за те, що він обдурив Еві та був співучасником убивств, скоєних вампірами.

## Акторський склад
- Наталі Еммануель в ролі Еві
- Томас Доерті в ролі Де Вілья
- Стефані Корнеліуссен[en] — Вікторія[en]
- Алана Боден[en] — Люсі[en]
- Г'ю Скіннер[en] в ролі Олівера
- Шон Пертві як «Містер Філд» (зазначений як Ренфілд[en] )
- Керол Енн Кроуфорд у ролі місіс Свіфт
- Кортні Тейлор[en] в ролі Грейс
- Тіан Чаудрі в ролі Ді

## Виробництво
У квітні 2019 року компанія Screen Gems придбала презентацію без назви від Блер Батлер, якого також призначили для написання сценарію. Еміль Гладстон через свою компанію Latchkey Productions, а також Сем Реймі та Роберт Таперт, які працювали через продюсерську компанію Ghost House Pictures, спочатку були залучені до створення фільму. Однак згодом Реймі та Таперт залишили проєкт.
У червні 2020 року стало відомо, що фільм отримав назву «Наречена», режисером стала Джессіка М. Томпсон, а Еміль Гладстон залишився продюсером без участі Реймі та Таперта. Оригінальний сценарій, написаний Батлером, був натхненний романом Брема Стокера «Дракула» (1897) з редакційними правками від Томпсон.
У червні 2022 року було оголошено про зміну назви фільму на «Запрошення».
У травні 2021 року Наталі Еммануель та Гаррет Гедлунд були обрані на головні ролі. У серпні того ж року до основного акторського складу приєдналися Алана Боден і Стефані Корнеліуссен. У жовтні акторський склад поповнили Томас Доерті, Х'ю Скіннер, Шон Пертві та Кортні Тейлор, причому Доерті замінив Хедлунда.
Основні зйомки розпочалися у вересні 2021 року в Будапешті, Угорщина. 

## Реліз
«Запрошення» було випущено в кінотеатрах Сполучених Штатів 26 серпня 2022 року компанією Sony Pictures Releasing. Фільм став доступним у цифровому форматі 16 вересня 2022 року, а на Blu-ray і DVD — 25 жовтня 2022 року.
У рамках першої угоди Netflix із Sony фільм з'явився на платформі в Сполучених Штатах 24 грудня 2022 року. За тиждень, що закінчився 1 січня 2023 року, «Запрошення» посіло 5-те місце в глобальному рейтингу переглядів Netflix, зібравши 12,2 мільйона годин перегляду на сервісі.

## Рецепція

### Касові збори
«Запрошення» зібрало 25,1 мільйона доларів у Сполучених Штатах і Канаді та 12,9 мільйона доларів на інших територіях, що склало загальний світовий дохід у 38 мільйонів доларів при бюджеті в 10 мільйонів доларів. Пізніше Deadline Hollywood повідомив, що фільм приніс студії прибуток.
У Сполучених Штатах і Канаді «Запрошення» вийшло одночасно з фільмами «Три тисячі років бажань» та «Прорив». У перший день прокату фільм зібрав 2,6 мільйона доларів, включаючи 775 000 доларів з попередніх показів у четвер. У перший вікенд він дебютував із доходом 6,8 мільйона доларів у 3114 кінотеатрах, ставши найнижчим касовим фільмом на відкритті після «Спіралі» (4,5 мільйона доларів) у травні 2021 року.
У другий вікенд фільм заробив 4,7 мільйона доларів (5,7 мільйона доларів за чотири дні святкового вікенду до Дня праці), що означало падіння на 30,7%. Він посів п’яте місце в прокаті.

### Критична відповідь
На веб-сайті агрегатора рецензій Rotten Tomatoes 29% із 66 відгуків критиків є позитивними, із середньою оцінкою 4,7/10. Консенсус платформи зазначає: «Незважаючи на дуже приємну головну роль і освіжаючу легкість, «Запрошення» зрештою є занадто передбачуваним, щоб захоплювати як роман або історія жахів». На Metacritic, який використовує середньозважене значення, фільм отримав оцінку 45 зі 100 на основі 14 рецензій, що вказує на «змішані або середні» відгуки. Глядачі, опитані CinemaScore, поставили фільму середню оцінку «C» за шкалою від A+ до F.
Наталія Вінкельман з The New York Times написала: «Для такого масштабного фестивалю-страху, як цей, є дуже багато банальних діалогів, а шаблони лякання повторюються настільки, що навіть у найпростіших людей (я зараховую себе до них) виростає імунітет. рано». Джо Лейдон з Variety написав у своїй рецензії: «Незважаючи на деякі амбітні спроби відродити сиві тропи фільмів жахів алегоричними коментарями про расу, клас і чоловічі привілеї, [фільм] надто виснажливо побитий для занадто тривалого часу. " 